# Immunoglobuliny D

Immunoglobuliny D występują w formie monomerycznej

Immunoglobuliny D (IgD) – rodzaj przeciwciał; klasa immunoglobulin o masie cząsteczkowej 185 kDa, które stanowią mniej niż 1% immunoglobulin zawartych we krwi.
Są to immunoglobuliny o budowie monomerycznej, zbudowane z 4 łańcuchów: dwóch ciężkich δ (delta) i dwóch łańcuchów lekkich, κ (kappa) albo λ (lambda).
Wzór domenowy: VH + CH1 + region zawiasowy + CH2 + CH3 + ogon.
Immunoglobuliny D są najmniej zbadanymi immunoglobulinami i ich fizjologiczna funkcja nie została w pełni wyjaśniona. Cechują się największym regionem zawiasowym i występowaniem na niepobudzonych (dziewiczych) limfocytach B oraz, w niewielkich ilościach, w osoczu. Hipotetycznie przyjmuje się, że biorą one udział w pobudzeniu limfocytów B i przysposobieniu ich do procesu przełączania klas.